# Unge Morse (tv-serie)
Unge Morse (originaltitel: Endeavour) er en britisk tv-serie og en prequel til tv-serien Inspector Morse og med Shaun Evans i rollen som en ung Endeavour Morse der begynder sin karriere som detektiv hos Oxford City Police CID.

## Medvirkende
- Shaun Evans som Endeavour Morse
- Roger Allam som Fred Thursday
- Anton Lesser som Reginald Bright
- Jack Laskey som Peter Jakes
- Sean Rigby som Jim Strange
- James Bradshaw som Dr. Max DeBryn
- Abigail Thaw som Dorothea Frazil
- Caroline O'Neill som Win Thursday
- Sara Vickers som Joan Thursday
- Jack Bannon som Sam Thursday
- Shvorne Marks som Monica Hicks
- Simon Kunz som Bart Church